# Saison 2014 de l'équipe cycliste 3M

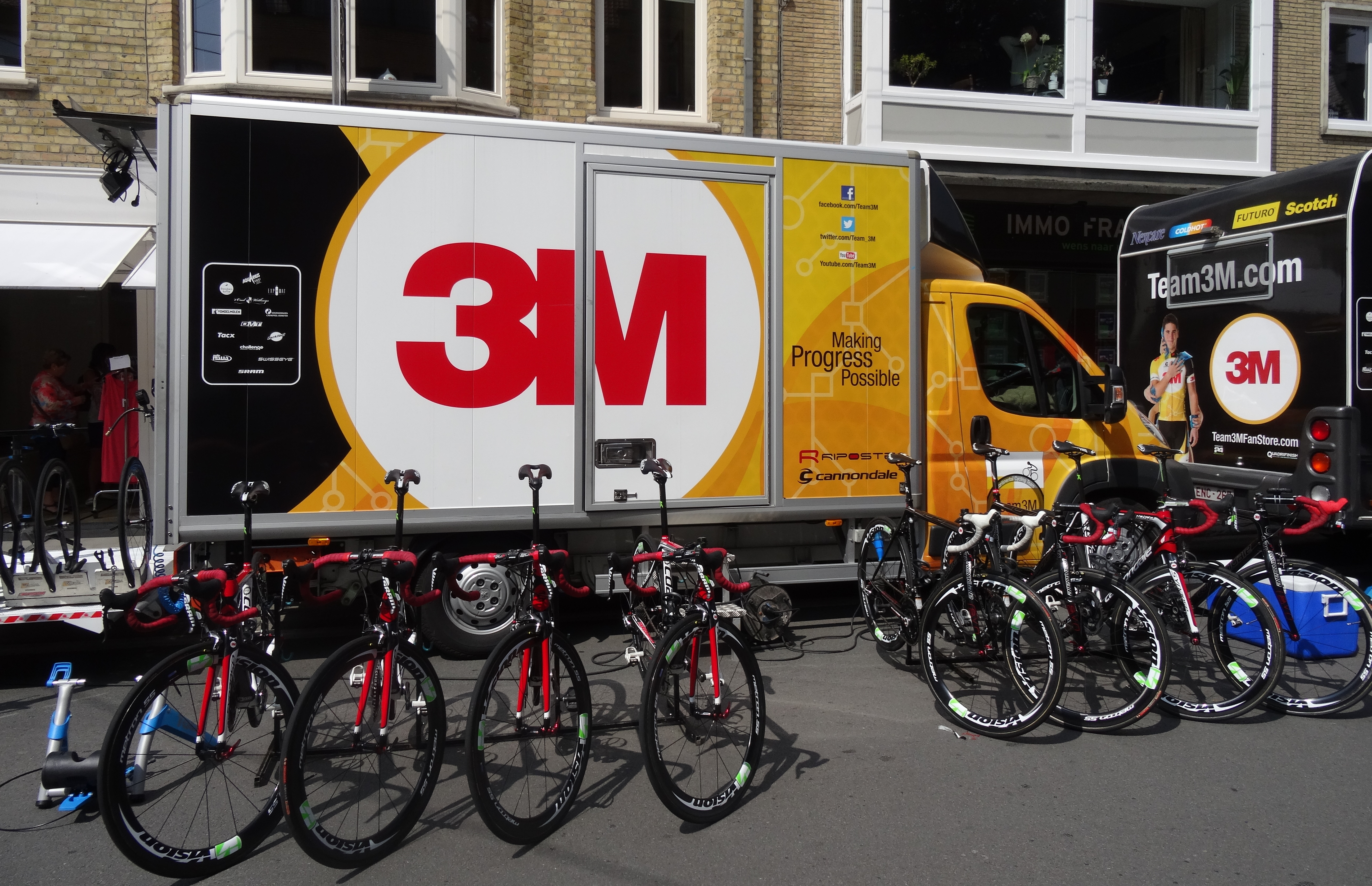
Le camion de l'équipe lors du Tour de Belgique 2014.

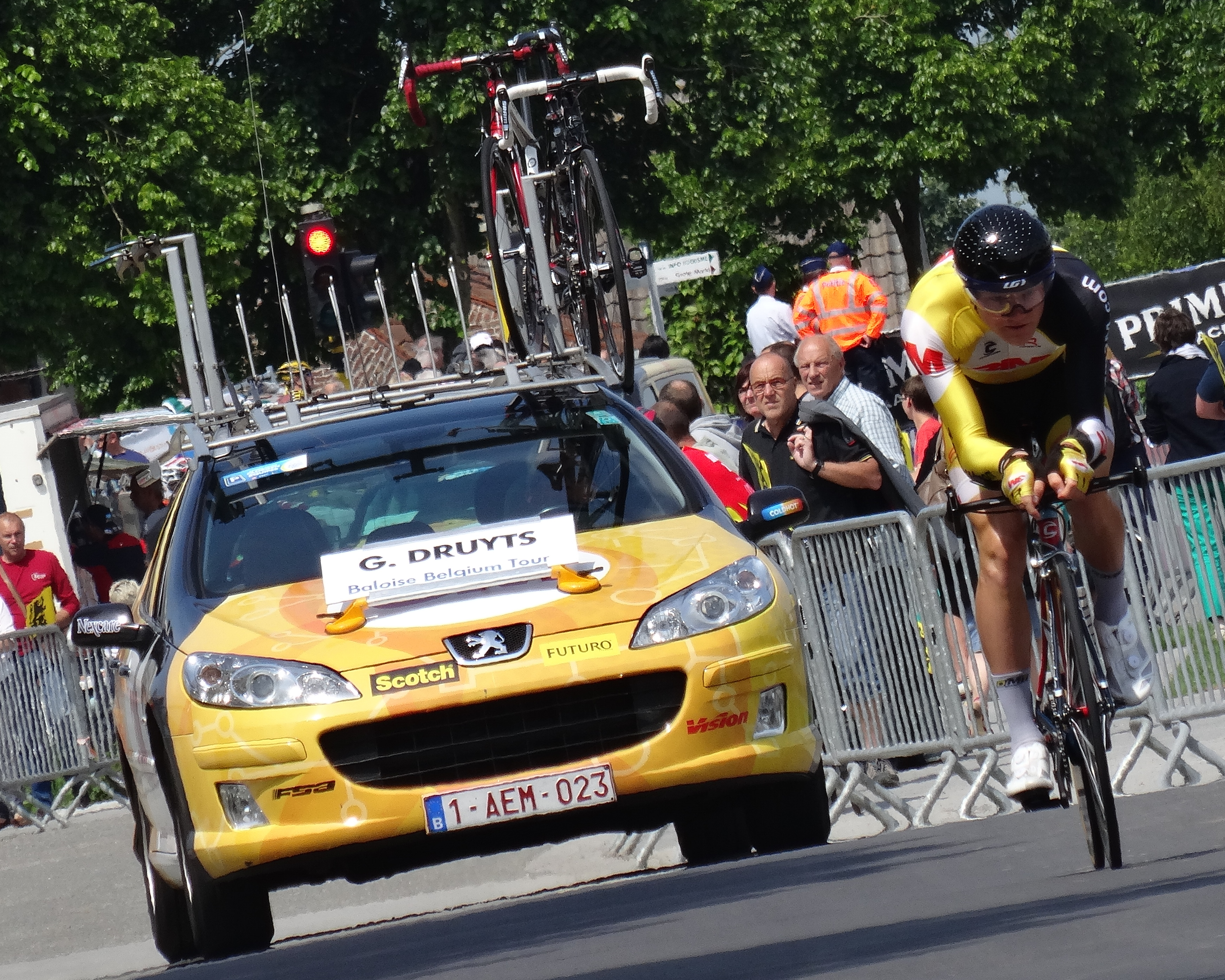
Gerry Druyts lors du contre-la-montre de la 3e étape du Tour de Belgique 2014 à Dixmude.

La saison 2014 de l'équipe cycliste 3M est la deuxième de cette équipe.

## Préparation de la saison 2014

### Arrivées et départs
| Arrivées            | Équipe 2013                 |
| ------------------- | --------------------------- |
| Jaap de Man         | Croford                     |
| Gertjan De Vos      | Ovyta-Eijssen-Acrog         |
| Tom Devriendt       | EFC-Omega Pharma-Quick Step |
| Gerry Druyts        | EFC-Omega Pharma-Quick Step |
| Gregory Franckaert  | Ovyta-Eijssen-Acrog         |
| Egidijus Juodvalkis | Crelan-Euphony              |
| Sebastiaan Pot      | Croford                     |
| Christophe Sleurs   | VL Technics-Abutriek        |
| Kevin Van Hoovels   | Ventilair-Steria            |
| Dylan van Zijl      | Schijf-Koopmans             |
| Melvin van Zijl     | Schijf-Koopmans             |
| Stef Van Zummeren   | Lotto-Belisol U23           |
| Jens Vandenbogaerde | BCV-Soenens                 |
| Tim Vanspeybroeck   | Ventilair-Steria            |
| Emiel Vermeulen     | EFC-Omega Pharma-Quick Step |

| Départs              | Équipe 2014                      |
| -------------------- | -------------------------------- |
| Marius Bernatonis    | Alpha Baltic-Unitymarathons.com  |
| Joop de Gans         | DRC de Mol                       |
| Tom Goovaerts        | Veranclassic-Doltcini            |
| Kess Heytens         | Decock-Woningbouw Vandekerckhove |
| Sibrecht Pieters     | Ottignies-Perwez                 |
| Alister Ratcliff     | Live Well-Bountiful Bicycle      |
| Lewis Rigaux         |                                  |
| Mike Terpstra        | Croford                          |
| Timothy Vangheel     |                                  |
| Thomas Vanhaecke     | Decock-Woningbouw Vandekerckhove |
| Frederik Verkinderen |                                  |
| Wouter Wippert       | Drapac                           |

## Coureurs et encadrement technique

### Effectif

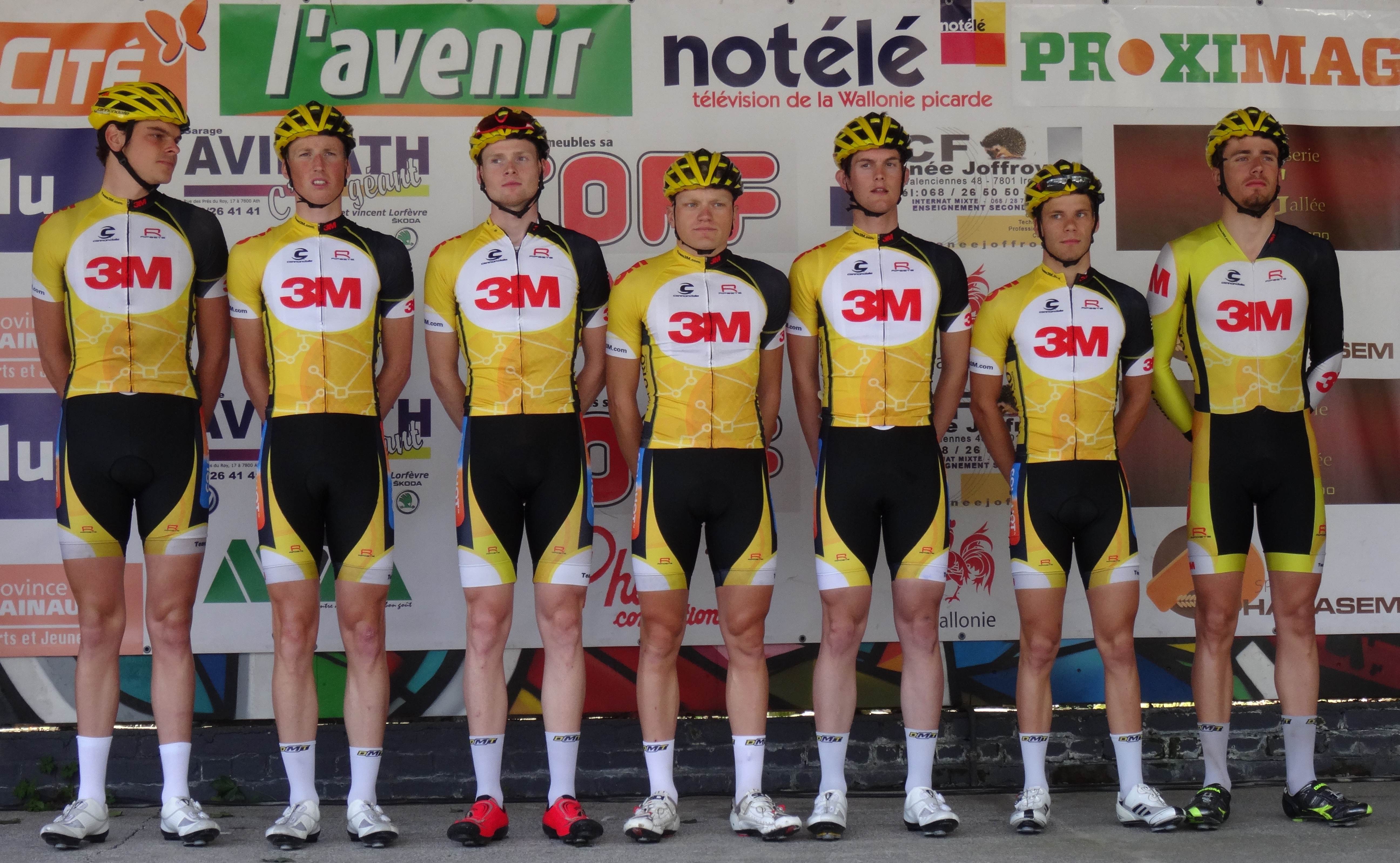
Tim Vanspeybroeck, Sebastiaan Pot, Stef Van Zummeren, Gerry Druyts, Christophe Sleurs, Gregory Franckaert et Gertjan De Vos lors du Triptyque des Monts et Châteaux 2014.

Vingt coureurs constituent l'effectif 2014 de l'équipe accompagné d'un stagiaire à partir du mois d'août,.

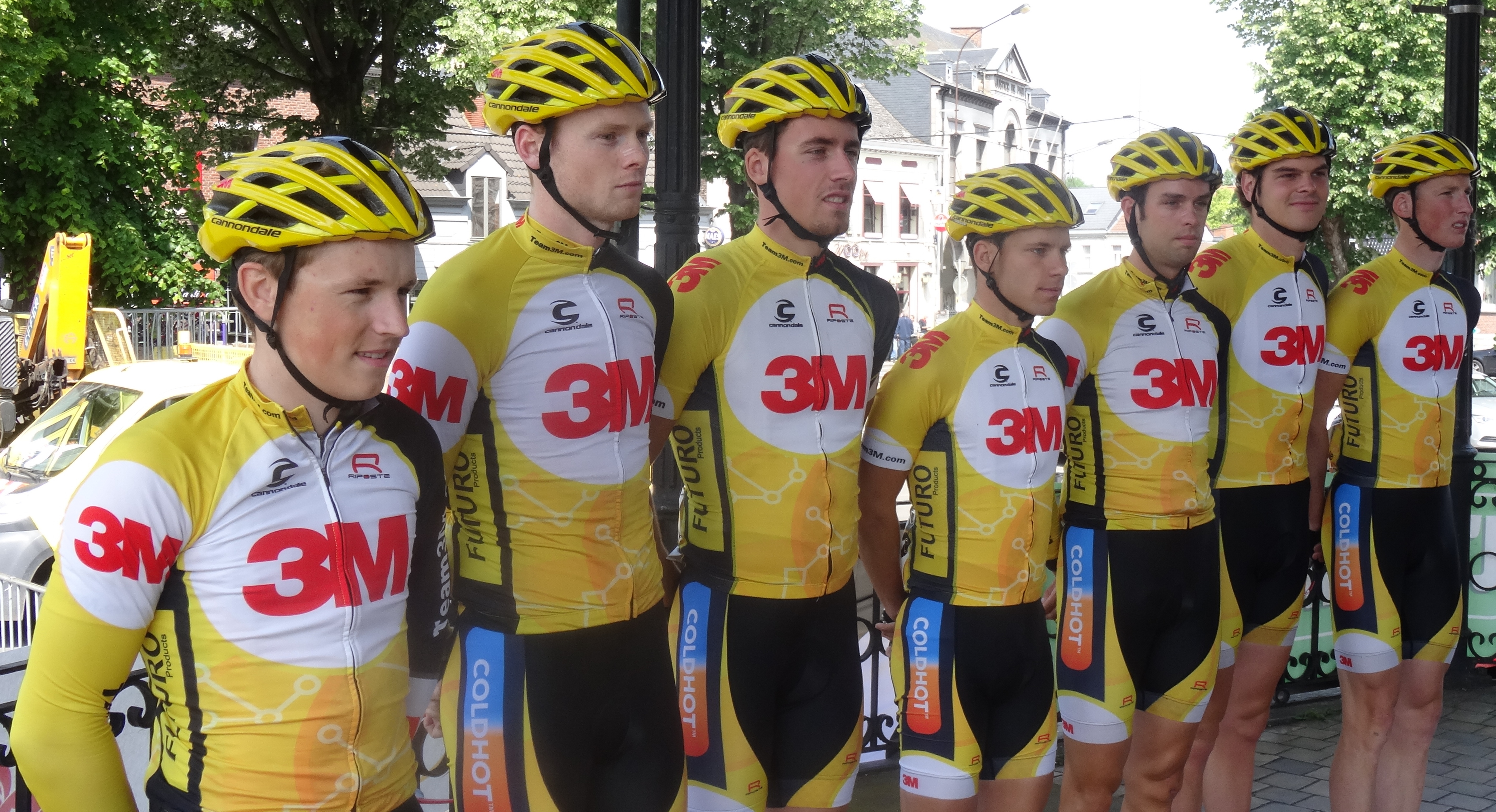
Emiel Vermeulen, Stef Van Zummeren, Gertjan De Vos, Gregory Franckaert, Jimmy Janssens, Tim Vanspeybroeck et Sebastiaan Pot lors du Grand Prix Criquielion 2014.

| Cycliste,           | Date de naissance | Nationalité      | Équipe 2013                 |
| ------------------- | ----------------- | ---------------- | --------------------------- |
| Jaap de Man         | 28 mars 1993      | Pays-Bas         | Croford                     |
| Gertjan De Vos      | 7 août 1991       | Belgique         | Ovyta-Eijssen-Acrog         |
| Tom Devriendt       | 29 octobre 1991   | Belgique         | EFC-Omega Pharma-Quick Step |
| Gerry Druyts        | 30 janvier 1991   | Belgique         | EFC-Omega Pharma-Quick Step |
| Gregory Franckaert  | 21 septembre 1988 | Belgique         | Ovyta-Eijssen-Acrog         |
| Jimmy Janssens      | 30 mai 1989       | Belgique         | 3M                          |
| Egidijus Juodvalkis | 8 avril 1988      | Lituanie         | Crelan-Euphony              |
| Sebastiaan Pot      | 12 août 1993      | Pays-Bas         | Croford                     |
| Jens Schuermans     | 13 février 1993   | Belgique         | 3M                          |
| Joren Segers        | 12 novembre 1991  | Belgique         | 3M                          |
| Christophe Sleurs   | 25 juin 1990      | Belgique         | VL Technics-Abutriek        |
| Timothy Stevens     | 26 mars 1989      | Belgique         | 3M                          |
| Kevin Van Hoovels   | 31 juillet 1985   | Belgique         | Ventilair-Steria            |
| Dylan van Zijl      | 12 juin 1994      | Pays-Bas         | Schijf-Koopmans             |
| Melvin van Zijl     | 10 décembre 1991  | Pays-Bas         | Schijf-Koopmans             |
| Stef Van Zummeren   | 20 décembre 1991  | Belgique         | Lotto-Belisol U23           |
| Jens Vandenbogaerde | 6 janvier 1992    | Belgique         | BCV-Soenens                 |
| Tim Vanspeybroeck   | 8 mars 1991       | Belgique         | Ventilair-Steria            |
| Emiel Vermeulen     | 16 février 1993   | Belgique         | EFC-Omega Pharma-Quick Step |
| Michael Vingerling  | 28 juin 1990      | Pays-Bas         | 3M                          |
| Stagiaire           | Date de naissance | Nationalité      | Équipe 2014                 |
| Fraser Gough        | 9 février 1993    | Nouvelle-Zélande | Data3 Symantec Racing       |

Portraits
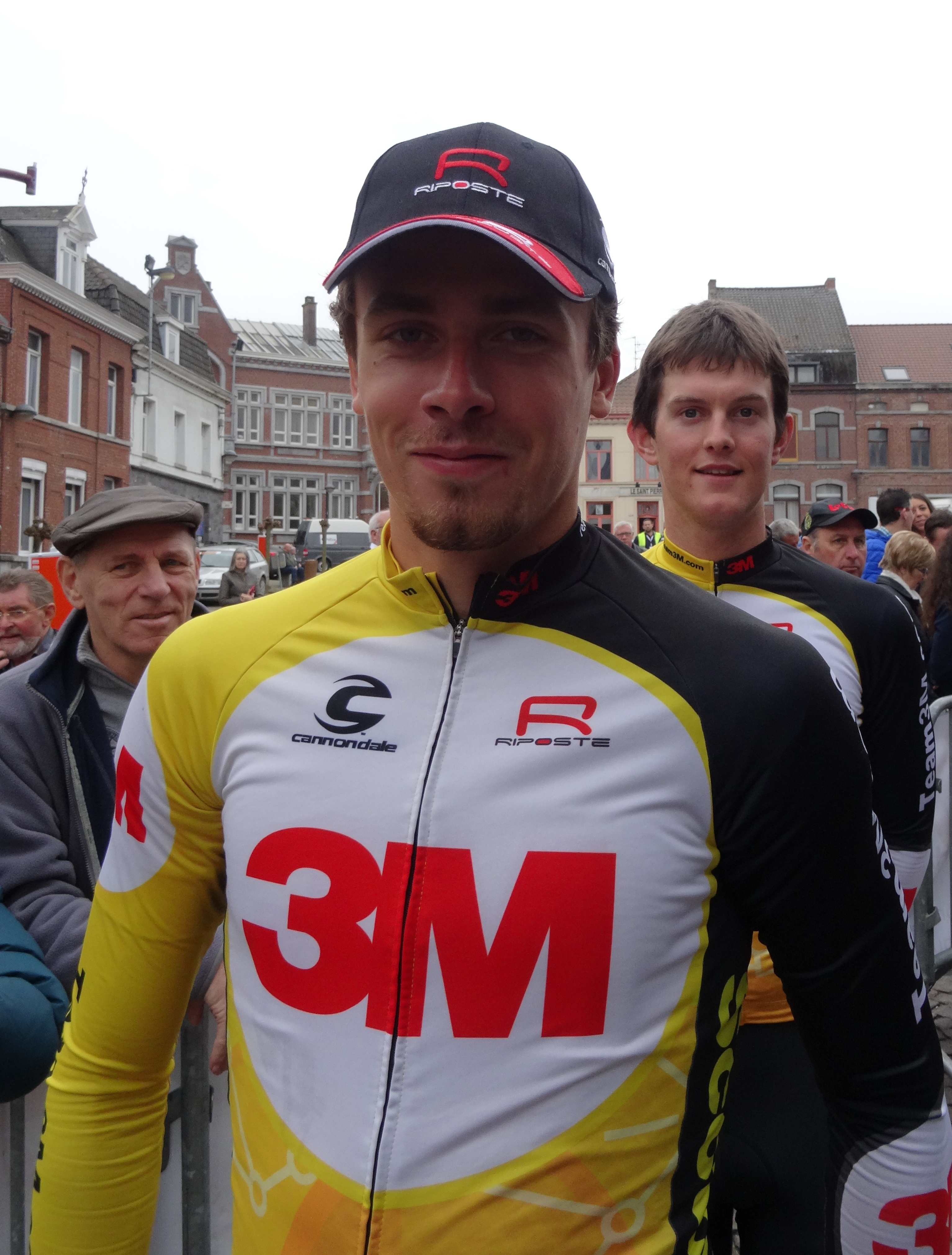
Gertjan De Vos.
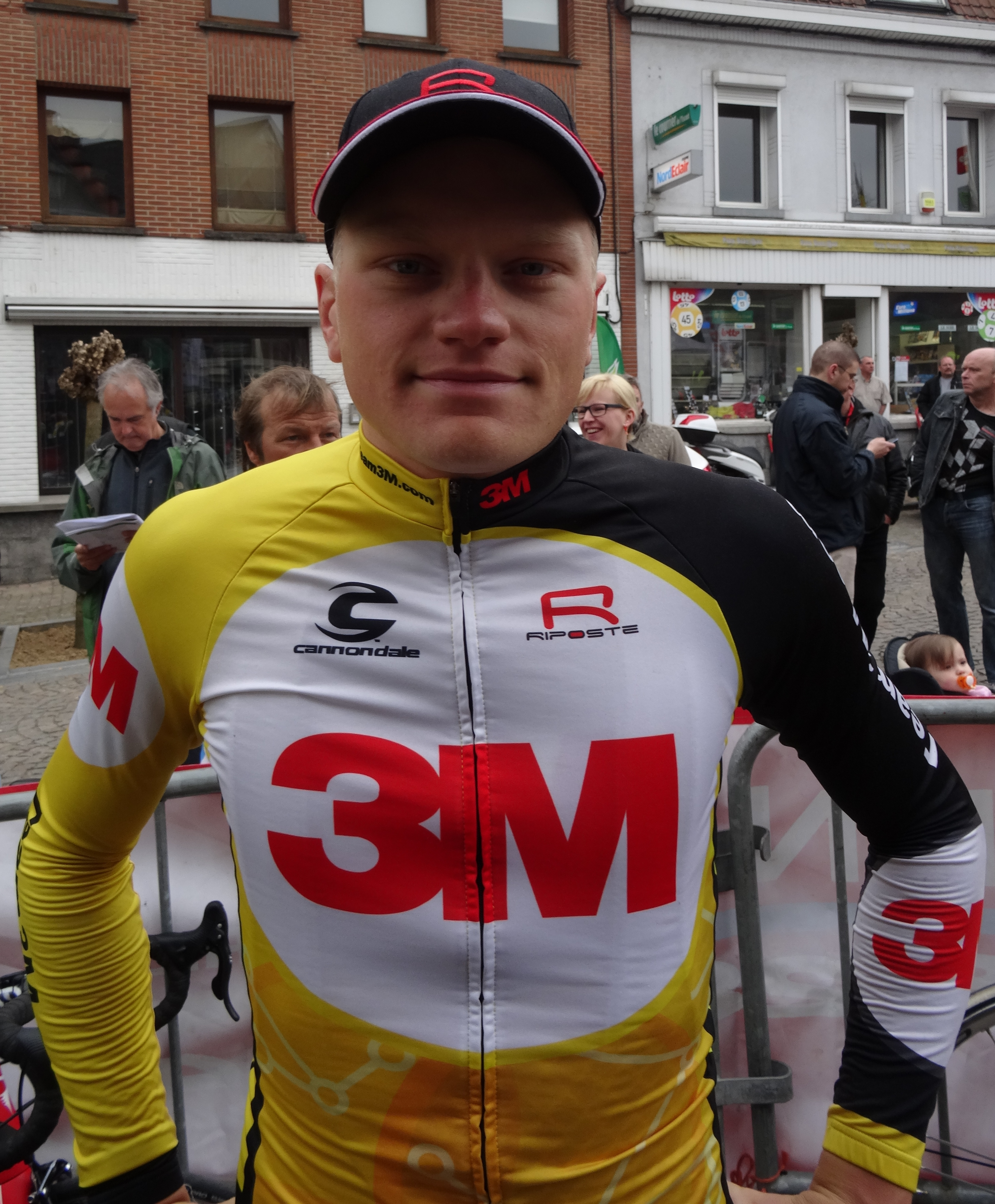
Gerry Druyts.
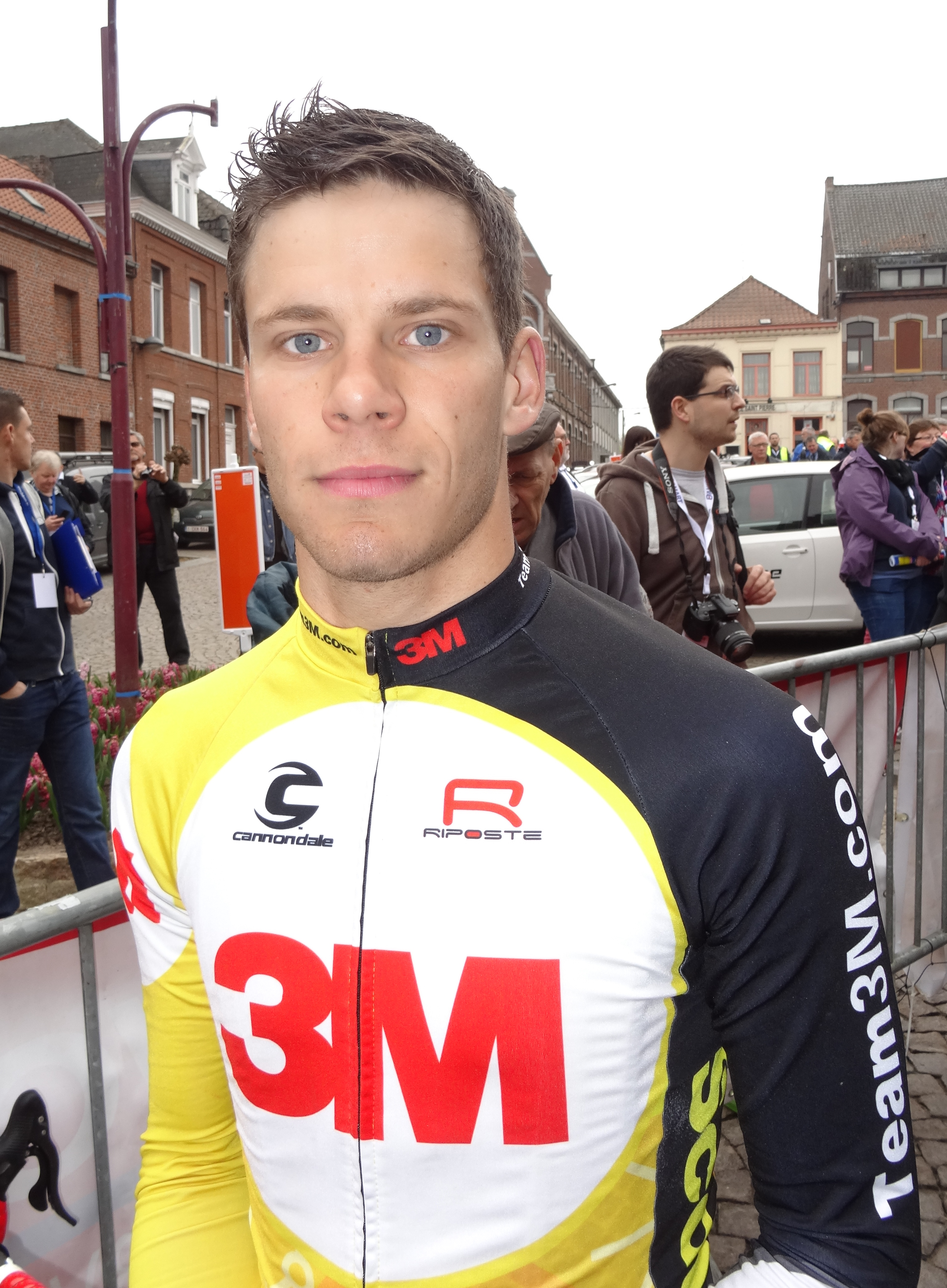
Gregory Franckaert.
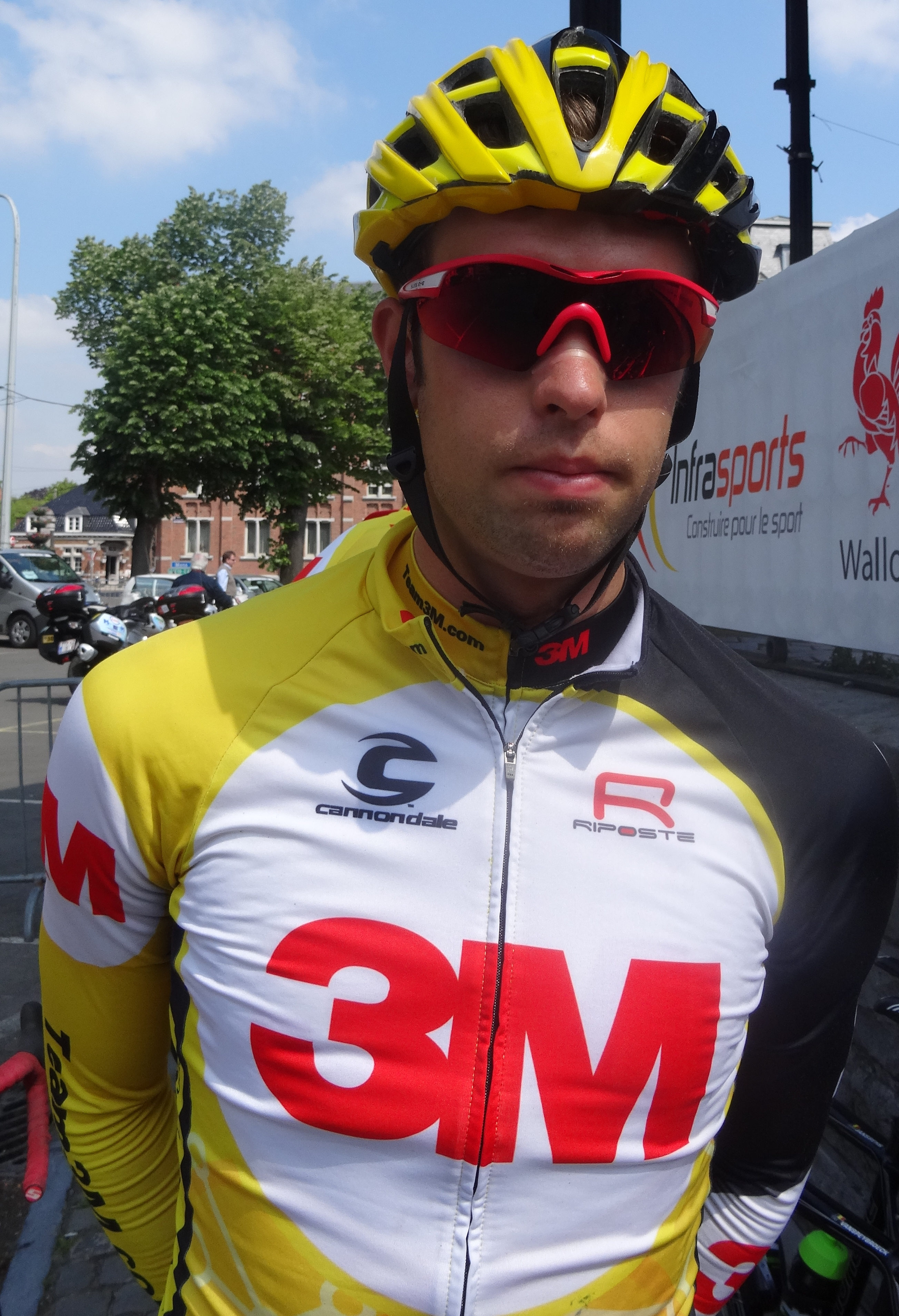
Jimmy Janssens.
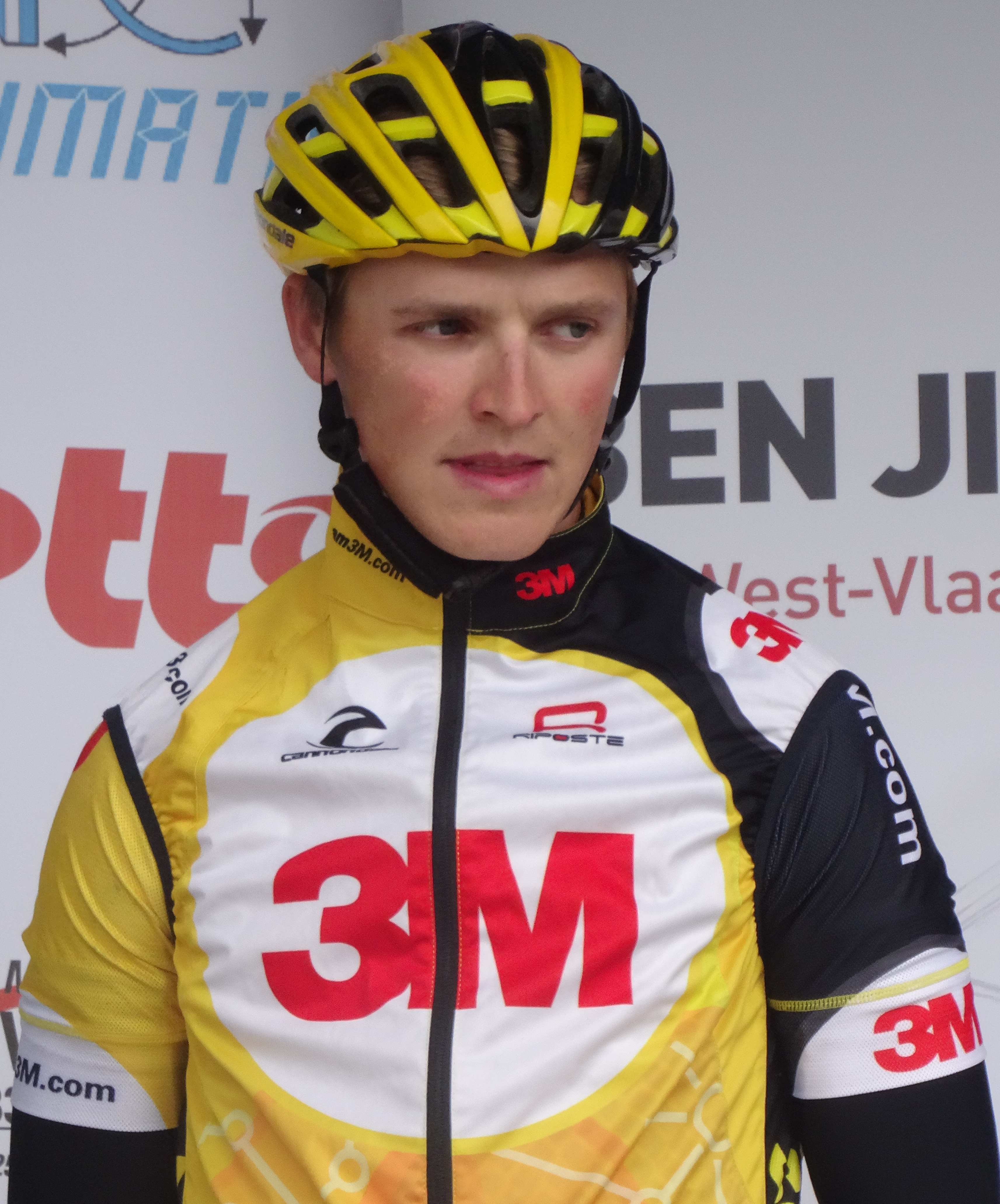
Egidijus Juodvalkis.
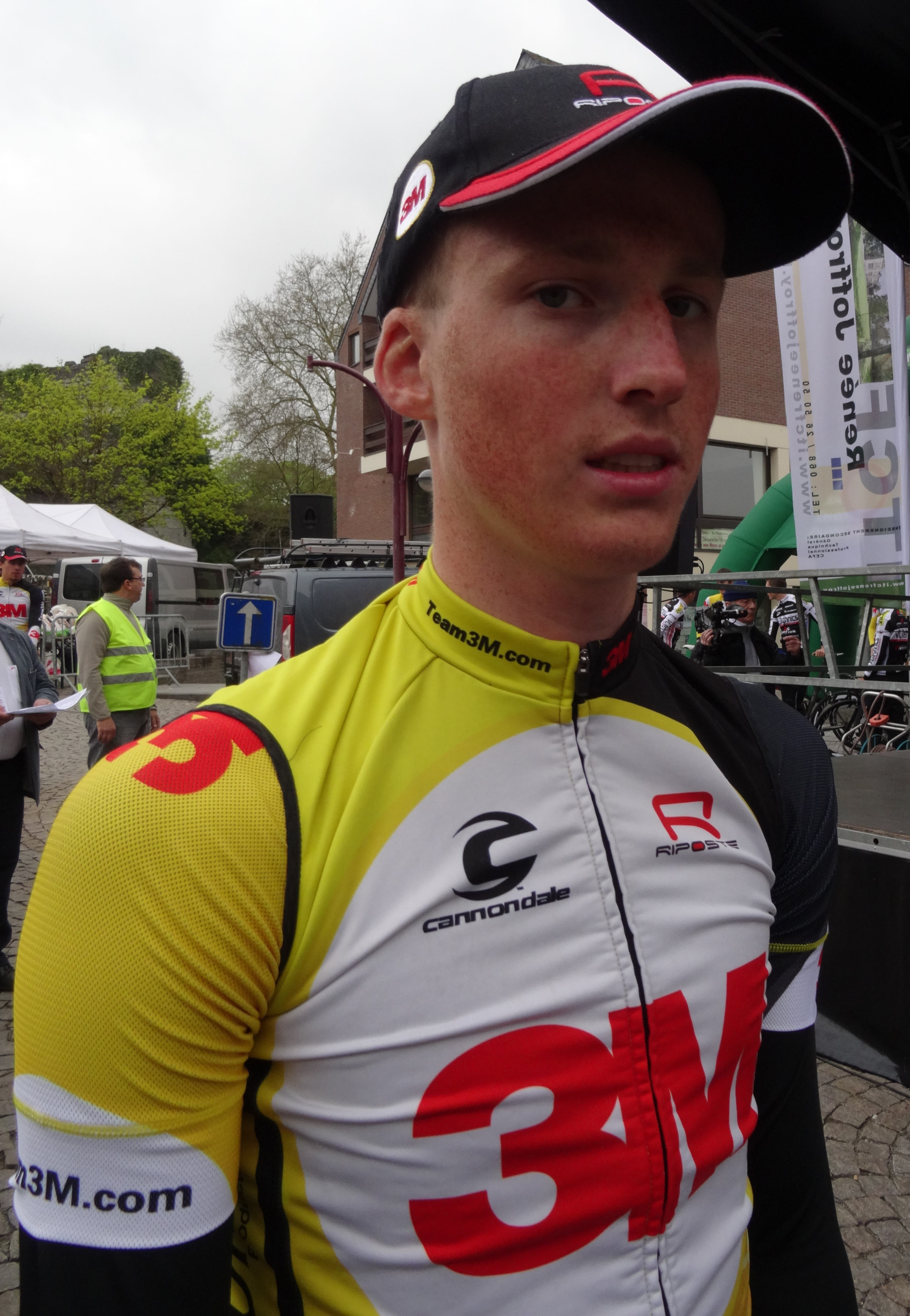
Sebastiaan Pot.
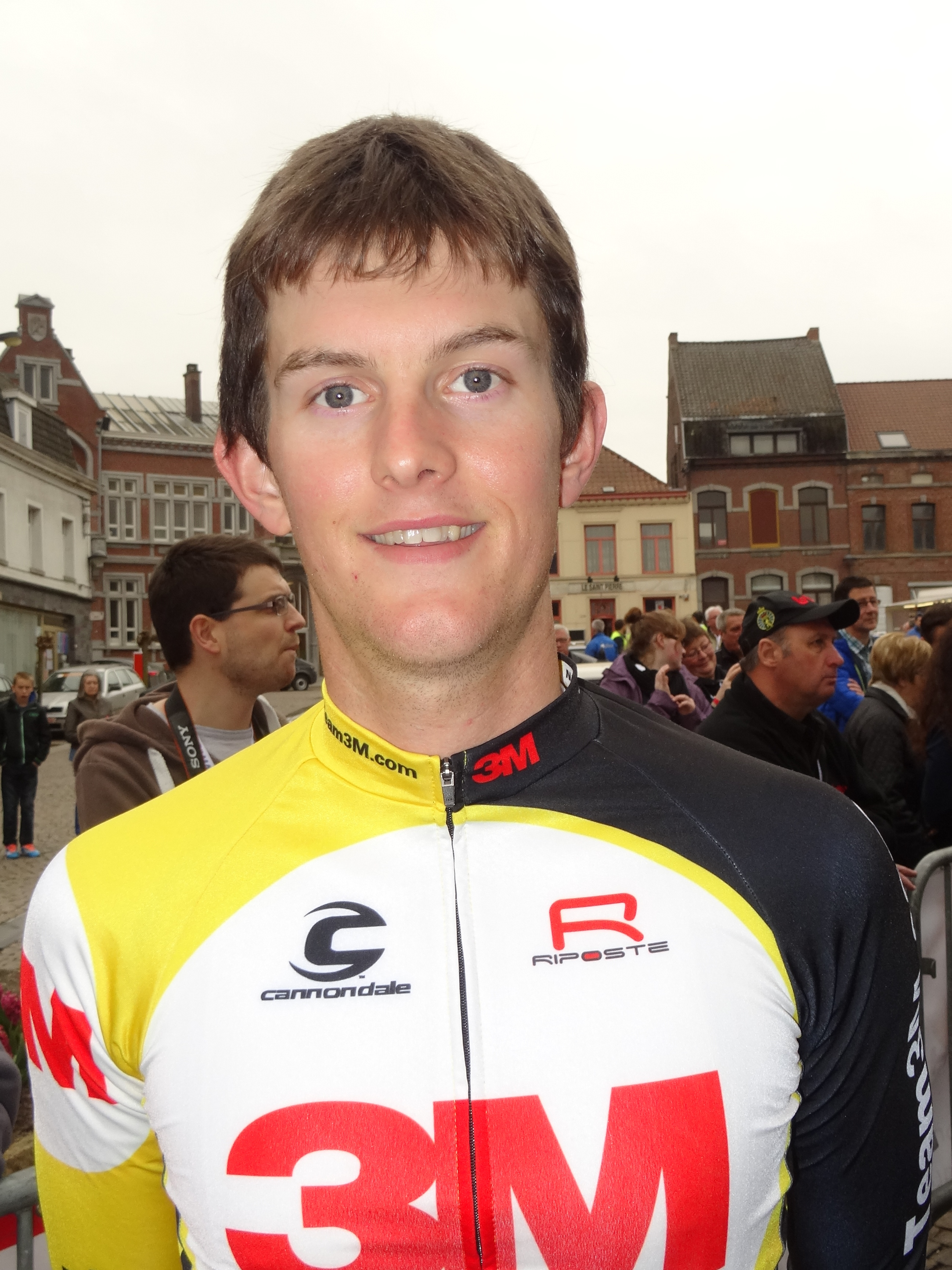
Christophe Sleurs.
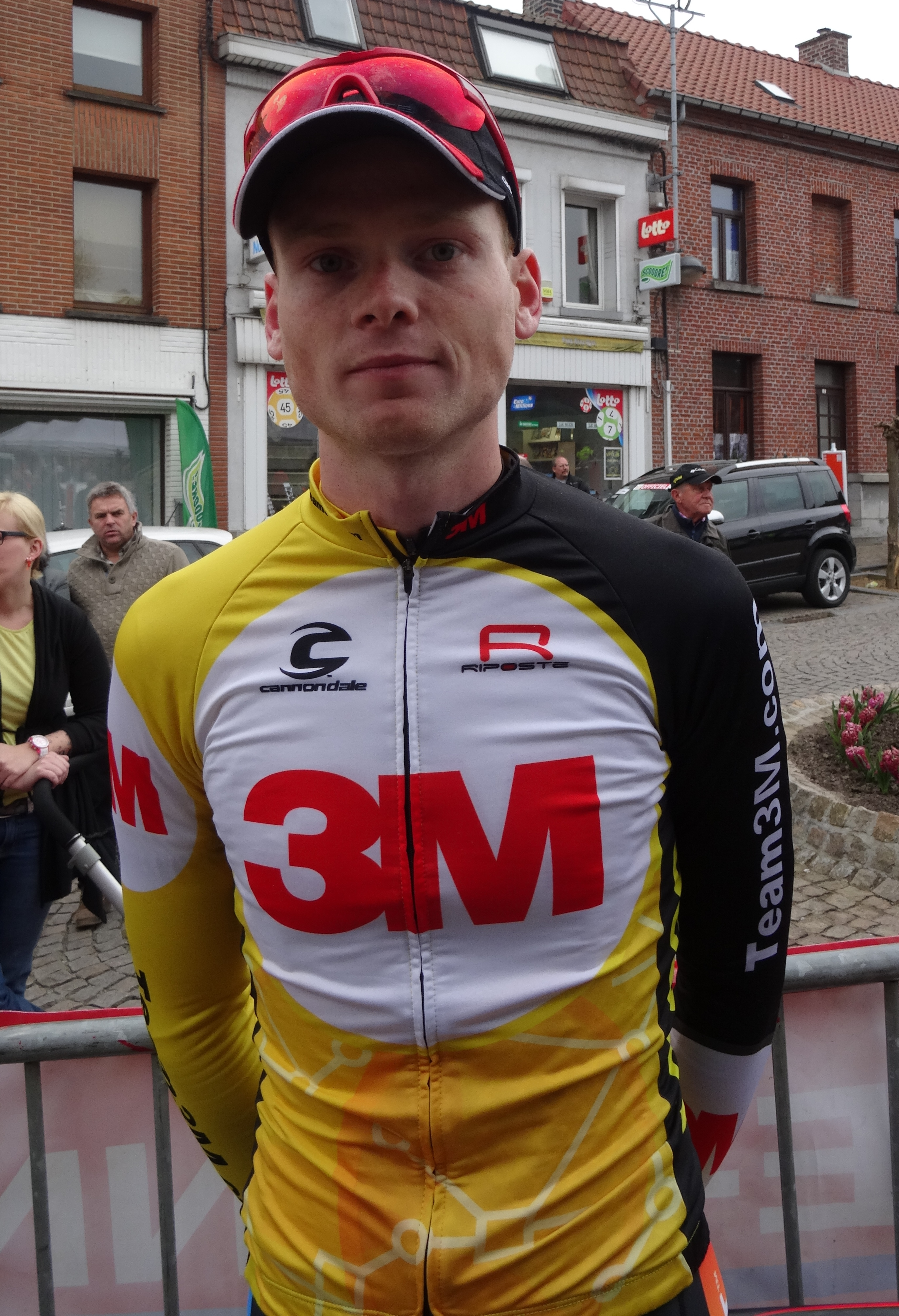
Stef Van Zummeren.
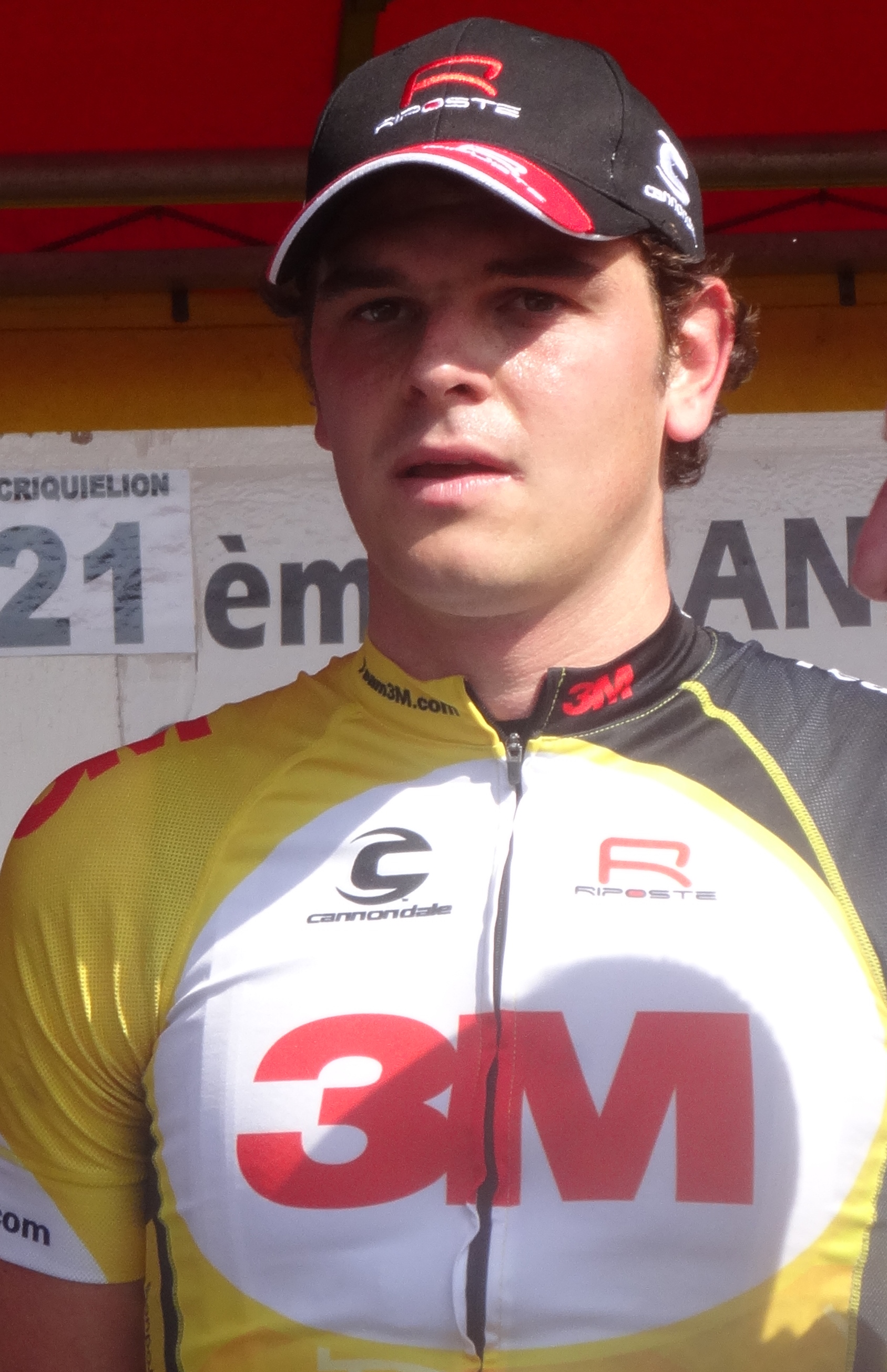
Tim Vanspeybroeck.
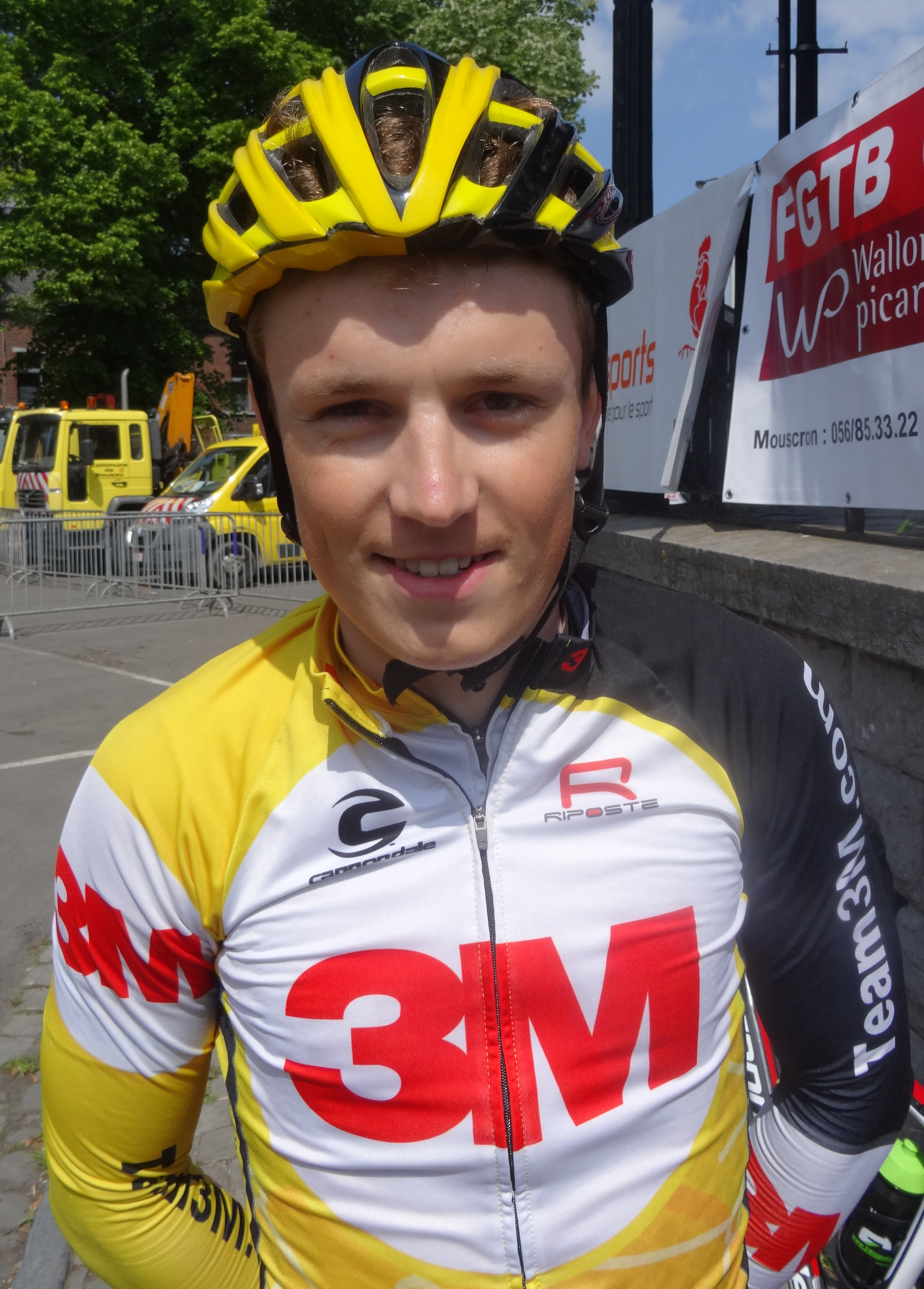
Emiel Vermeulen.

## Bilan de la saison

### Victoires
Aucune victoire UCI.

### Classement UCI

#### UCI Europe Tour
L'équipe 3M termine à la 65e place de l'Europe Tour avec 153 points. Ce total est obtenu par l'addition des points des huit meilleurs coureurs de l'équipe au classement individuel,.
| Rang  | Coureur             | Points |
| ----- | ------------------- | ------ |
| 239   | Michael Vingerling  | 56     |
| 476   | Egidijus Juodvalkis | 24     |
| 523   | Tom Devriendt       | 19     |
| 590   | Tim Vanspeybroeck   | 16     |
| 632   | Gerry Druyts        | 14     |
| 681   | Jimmy Janssens      | 12     |
| 758   | Timothy Stevens     | 10     |
| 1 057 | Christophe Sleurs   | 2      |